# Język duna
Język duna, także yuna – język papuaski używany w Papui-Nowej Gwinei (Koroba-Lake Kopiago, Hela; Paiela/Hewa Rural LLG, Enga). Według danych z 2014 r. posługuje się nim 20 tys. osób.
Jego klasyfikacja jest niejasna. Na podstawie form zaimków i części leksyki został bliżej powiązany z językiem bogaya (pogaya), ale charakter tego związku mógł zostać zaciemniony poprzez zapożyczanie; oba języki są w najlepszym wypadku daleko ze sobą spokrewnione. Przynależność tych języków do rodziny transnowogwinejskiej również jest wątpliwa. Duna bywa rozpatrywany jako izolat.
Według danych z pocz. XXI w. pozostaje preferowanym środkiem komunikacji w większości sfer życia. W użyciu jest również tok pisin (w kontaktach z osobami z zewnątrz), a w mniejszym zakresie język angielski.
Został obszernie opisany w postaci opracowania z 2008 r.  Jest zapisywany alfabetem łacińskim.